# Біла вежа (гурт)
БІЛА ВЕЖА — український рок-гурт.
У складі гурту 5 музикантів. За час свого існування гурт випустив 3 альбоми та відзняв 7 відеокліпів. За останні декілька років БІЛА ВЕЖА проїхала 3 всеукраїнських тури, відігравши близько 100 концертів у 30 містах України, у тому числі на таких фестивалях як Atlas Weekend, «Схід-Рок», «Республіка», «Бандерштат» та ін.
Пісні гурту знаходяться у постійній ротації на найбільших радіостанціях України, а нові кліпи можна побачити на музичних каналах країни.
У творчому здобутку гурту — виступ як суппорт легендарного гурту «Uriah Heep», участь у проєкті «Українська пісня» на Арені Львів, виступ на НСК «Олімпійський» на підтримку українських футболістів, а також участь у 6-му сезоні «X-Фактор», в якому БІЛА ВЕЖА увійшла у Топ-5 кращих виконавців, здобувши любов та прихильність телеглядачів. Музиканти активно долучаються до благодійності, беруть участь у соціальних проєктах.
Наразі гурт працює над своїм четвертим альбомом.

## Історія гурту
У репертуарі гурту є пісні, які стали відомими. На деякі з них були відзняті відео-кліпи: «Те, що бачиш ти» (2013), «Ми не забули» (2014), «Виростеш ти, сину» (2015), «Як тебе знайти» (2015). Сингл «Як тебе знайти» лунав на багатьох FM радіо-станціях України (Радіо ЄС, Радіо 24, Радіо Рокс тощо), а кліп на цю пісню демонструвався на телевізійних каналах М1, М2 та A-One. Кліпи гурту зібрали сотні тисяч переглядів на Youtube, а загальна кількість переглядів відео з виступами гурту на Youtube перевищила 700 000.
Гурт багато виступає з сольними концертами та грає на великих українських фестивалях: «Крок», «Червона Рута», «Славське Рок» тощо. Крім того, музиканти долучаються до благодійності і виступають з цією місією на концертах та фестивалях, беруть участь у соціальних проєктах, таких як ART-Пікнік Слави Фролової.
Восени 2014 року гурт «Біла Вежа» презентував публіці велику акустичну експериментальну програму. Вже за чотири місяці музиканти представили нову акустичну програму «Симфонія миру» у супроводі національного симфонічного оркестру.
У 2015 році «Біла Вежа» пробує свої сили у шоу «Х-Фактор» та, подолавши усі попередні відбори, потрапляє у ТОП-5 фіналістів сезону.
6 лютого «Біла Вежа» провела перший у 2016 році великий сольний концерт у Києві. Вони представили програму, що складалася як із давно відомих хітів гурту, так і з нових композицій.
У цьому ж році, гурт вирушає у всеукраїнський тур на підтримку синглу «Бути вільним»: Ужгород, Львів, Харків, Запоріжжя, Київ, Житомир, Рівне, Луцьк, Черкаси, Кривий Ріг, Чернігів, Полтава, Дніпро, Тростянець та інші міста.
Оголошена участь «Білої Вежі» на фестивалях «Respublica» та «СХІД-РОК», а також як підтримка легендарного гурту «Uriah Heep» у квітні 2016.
Гурт випустив свій третій альбом «Бути Вільним» у співробітництві із «ФДР Мюзік» та офіційно презентував однойменний сингл на «Радіо ЄС» у березні 2016 року. Також гурт випустив однойменний музичний кліп [Архівовано 10 жовтня 2018 у Wayback Machine.] у квітні 2016 року.
На початку 2019 року гурт видає кавер-пісню «8-й колір [Архівовано 28 вересня 2021 у Wayback Machine.]», авторства гурту «Мотор'ролла». Трохи пізніше, до неї також було презентовано кліп, створений за участі режисера Олени Гудкової.
Піснею «Поле Троянд [Архівовано 13 червня 2021 у Wayback Machine.]» долучився до акції «Так працює пам'ять», присвяченої пам'яті Данила Дідіка і всім, хто віддав життя за незалежність України.

## Склад

### Нинішній склад
- Максим Іващенко  — вокаліст
- Євген Скоценко — бас-гітара
- Федір Ходаков — барабани
- Ярослав Гравицький — гітара
- Андрій Томашенко (Топік) — гітара

### Колишні учасники
- Олександр Романюк (Черепаха) — гітара
- Андрій Кохан (Бодун) — вокал
- Андрій Ейсмонт — клавішні (до 2016)
- Сергій Іванов (Сьозик) — барабани (до 2017)

## Дискографія

### Студійні альбоми
- 2008 — Те, чого вже немає
- 2013 — Біла Вежа
- 2015 — Бути Вільним (https://soundcloud.com/tags/бутивільним [Архівовано 26 квітня 2022 у Wayback Machine.])
- 2020 — Там де весна

### Сингли
- 2009 — В полоні Білої Вежі
- 2014 — Поле троянд
- 2015 — Як тебе знайти (https://youtu.be/n5bb4yMDkfc)
- 2016 — Бути вільним (https://youtu.be/hIur2w5HS7k)
- 2016 — Ти дивовижна
- 2016 — Посміхнись собі сама (https://youtu.be/3uZakuqeQSQ)
- 2017 — Давай (https://youtu.be/5uAldmmo3Bk)
- 2017 — На межі
- 2018 — Янгол (https://youtu.be/ugnrQZoISiQ)
- 2018 — Криптоніт[4] (https://youtu.be/Z97KsEijVRA)
- 2019 — 8-й колір (https://youtu.be/2_8xQqXZAb8)
- 2019 — Там де весна (https://youtu.be/JnSO1P_ez70)
- 2019 — На папері (https://youtu.be/7uPpsKtw6bM)